# 영서 (가수)
유영서(2002년 6월 13일 ~ )는 대한민국의 보이 그룹인 BAE173 메인 보컬을 맡고있다.